# Thomas Moore
Thomas Moore (28 tháng 5 năm 1779 – 25 tháng 2 năm 1852) là một nhà thơ, nhạc sĩ, nhà kinh tế người Ireland.

## Tiểu sử
Thomas Moore sinh ở Dublin, Ireland trong một gia đình buôn bán. Ông tốt nghiệp trường Trinity College năm 1798 ở Dublin. Năm 1799 Moore sang London. Năm 1800 ông in bản dịch thơ Anacreon, tập thơ Poems by the late Thomas Little (Thơ của Thomas Little đã quá cố) và trở thành một người nổi tiếng. Năm 1803 Moore sang làm việc ở đảo Bermuda, từ đó ông đi sang Canada và Mỹ. Sau đó ông trở về Anh và năm 1807 xuất bản Irish Melodies (Những giai điệu Ireland). Năm 1815 ông in tác phẩm lớn nhất của mình Lalla Rookh – là tác phẩm được coi là sánh ngang hàng với những trường ca về phương Đông của Lord Byron, một người bạn thân của Moore. Lalla Rookh được dịch sang tiếng Ba Tư và được người Ba Tư gọi là "một thiên sử thi vĩ đại".
Trong những tác phẩm bằng văn xuôi của ông, đáng kể nhất là The Letters and Journals of Lord Byron (Thư từ và nhật ký của Lord Byron, 1830). Moore thể hiện những quan điểm kinh tế của mình trong tập thơ Cash, Corn and Catholics (Tiền, ngô và những tín đồ Công giáo, 1828), được coi là một trong 100 nhà kinh tế vĩ đại nhất. Ông mất ở Wiltshire, Anh. Thơ của Thomas Moore được dịch ra nhiều thứ tiếng và được dịch nhiều sang tiếng Việt.

## Tác phẩm

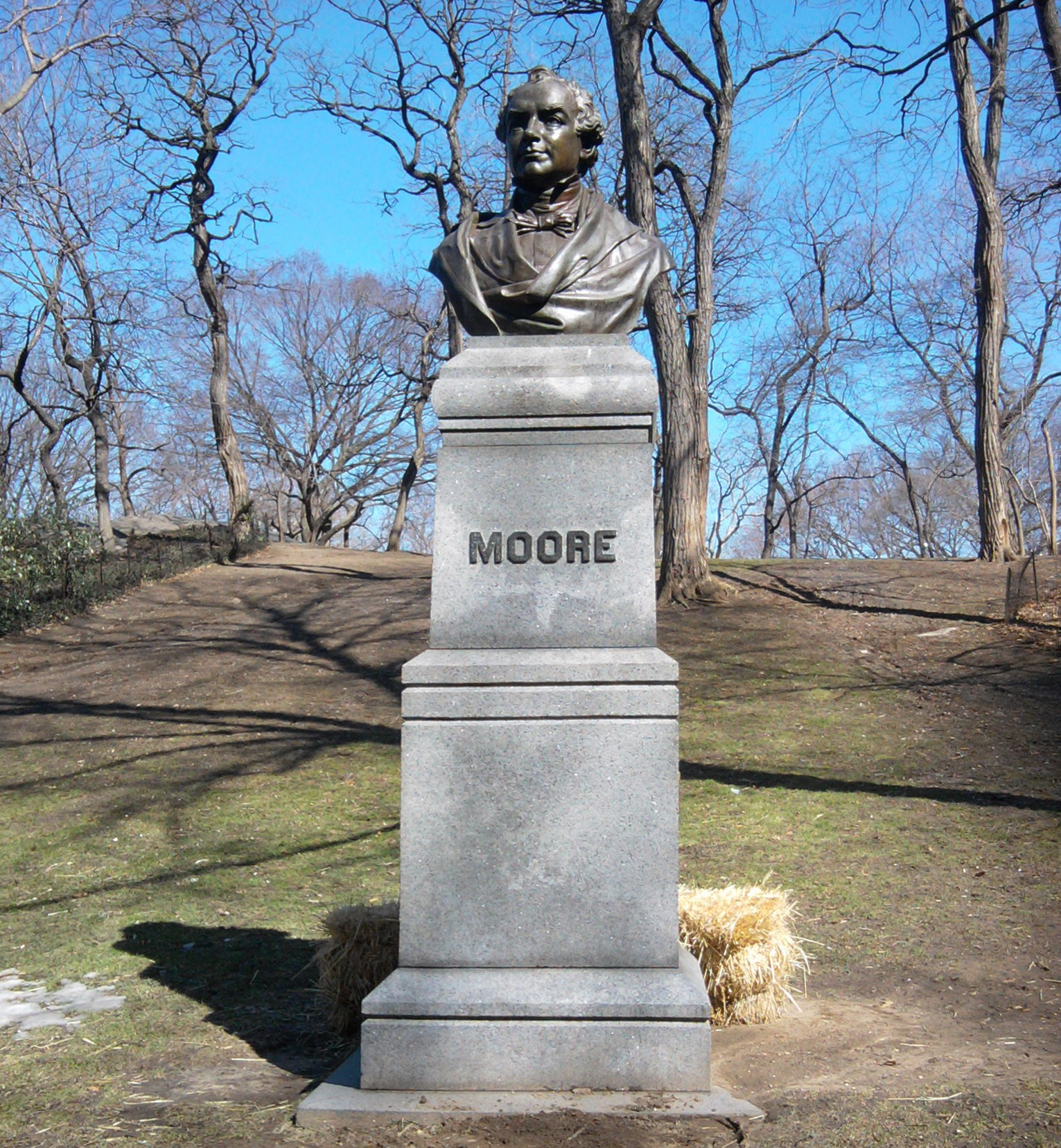
Tượng Moore ở New York

- Poems by the late Thomas Little (Thơ của Thomas Little đã quá cố, 1800)
- Irish Melodies (Những giai điệu Ireland, 1807), thơ
- Lalla Rookh,1815, trường ca sử thi
- The Letters and Journals of Lord Byron (Thư từ và nhật ký của Lord Byron, 1830)
- Cash, Corn and Catholics (Tiền, ngô và những tín đồ Công giáo, 1828), thơ
- History of Ireland (Lịch sử Ireland, 1827), văn xuôi